# Janet Kisa
Janet Kisa (née le 5 décembre 1992) est une athlète kényane, spécialiste des courses de fond. 

## Biographie

### Palmarès
| Date | Compétition                     | Lieu      | Résultat | Épreuve     | Performance    |
| ---- | ------------------------------- | --------- | -------- | ----------- | -------------- |
| 2011 | Championnats d'Afrique juniors  | Gaborone  | 2e       | 5 000 m     | 15 min 24 s 75 |
| 2013 | Championnats du monde de cross  | Bydgoszcz | 6e       | Individuel  | 4 min 13 s 71  |
| 2013 | Championnats du monde de cross  | Bydgoszcz | 1re      | Par équipes |                |
| 2014 | Championnats d'Afrique de cross | Kampala   | 2e       | Individuel  |                |
| 2014 | Jeux du Commonwealth            | Glasgow   | 2e       | 5 000 m     | 15 min 8 s 90  |
| 2014 | Championnats d'Afrique          | Marrakech | 3e       | 5 000 m     | 15 min 54 s 04 |

### Records
| Épreuve | Performance    | Lieu    | Date            |
| ------- | -------------- | ------- | --------------- |
| 1 500 m | 4 min 11 s 03  | Nairobi | 23 avril 2016   |
| 3 000 m | 8 min 28 s 33  | Monaco  | 15 juillet 2016 |
| 5 000 m | 14 min 38 s 70 | Rabat   | 22 mai 2016     |